# Фонтаны Минска
Статья Фонтаны Минска (бел. Фантаны Мінска) посвящена фонтанам столицы Беларуси, города Минска.

## История
Водопровод с чистой артезианской водой, в Минске, в одном из главных городов Северо-Западного края, был пущен в 1874 году. В честь этого значимого для города события, в том же 1874 г., был установлен фонтан «Мальчик с лебедем», в Александровском сквере. На постаменте фонтана — памятная дата «1874». Это старейший фонтан в городе Минске. В 1980-х годах бронзовая композиция была варварски опрокинута хулиганами, после чего бронзовая скульптурная композиция «Мальчик с лебедем» была отправлена на свою первую реставрацию. Композиция фонтана претерпела некоторые архитектурные изменения — исчезли шесть больших зелёных лягушек по краю бассейна.
Большинство сегодняшних фонтанов города Минска было установлено в 1960-70гг.. На сегодня в Минске насчитывается около 60-ти фонтанов, и большинство из них, в основном, расположены в центральной части города.
Самый большой в городе фонтан расположен на Октябрьской площади справа от Дворца Республики — состоит из 1300 струй.
Самая высотная композиция в городе — светомузыкальный фонтан на воде возле парка им. Я. Купалы — 199 струй, достигающих 30 метров.
Фонтаны в Минске работают не круглосуточно, по 12-14 часов в сутки. Режим их работы в будние дни — с 9 до 22 часов, в выходные и праздничные дни — с 8 до 23 часов.

## Фото фонтанов, название (если есть) и месторасположение
| Фото | Название (если есть), месторасположение, и краткая информация |
|      | Возле Национальной Библиотеки Беларуси |
|      | На Площади Независимости |
|      | Перед Национальным театром оперы и балета |
|      | На Октябрьской площади возле Дворца Республики. Самый большой в городе фонтан — состоит из 1300 струй. |
|      | «Мальчик с лебедем», год 1874, в Александровском сквере. Старейший фонтан в городе Минске. |
|      | «Поющие фонтаны», на пр. Победителей возле Дворца спорта. Световой фонтан. Открыт ко Дню независимости 3.07.2009 г. Подсветка включается вечером. |
|      | «Венок», в парке Янки Купалы. Перестроен в 1972 г. к 90-летию Я. Купалы — над бассейном круглой формы установлены две бронзовые фигуры наклонённых девушек, которые кидают в воду венки.                                                                                 |
|      | в парке Челюскинцев |
|      | Возле Комаровского рынка. Автор скульптурной композиции «Гуси» скульптор Владимир Жбанов. Этот фонтан не раз признавался лучшим фонтаном г. Минска. |
|      | В сквере по улице Комсомольская (за памятником Ф. Э. Дзержинскому) |
|      | Перед концертным залом «Минск», возле кафе «Поющие фонтаны», между улицами Ленина и Октябрьской |
|      | На бульваре по улице Ленина, между универмагами «ГУМ» и «Центральный» |
|      | На улице Ленина, за памятником С. И. Грицевцу |
|      | На улице Московская, около главного корпуса Академии управления при Президенте Республики Беларусь |
|      | На площади Свободы, возле Свято-Духова кафедрального собора |
|      | «Юность», на улице Берсона, возле Красного костёла |
|      | На площади Якуба Коласа |
|      | Перед кинотеатром «Москва», по бокам кинотеатра |
|      | На проспекте Победителей, напротив Дворца спорта |
|      | Ряд фонтанов на проспекте проспекте Победителей |
|      | Возле Дворца культуры железнодорожников, на пересечении улиц Воронянского и Чкалова |
|      | На канале в районе улицы Филимонова. Струи достигают до 20 метров. |
|      | На канале по ул. Белецкого (недалеко от д.10/1) |
|      | На пересечении улиц Свердлова и Ульяновской, возле БГТУ. |
|      | На пересечении улиц Калиновского и Всесвятской, возле Храма-памятника в честь Всех Святых и в память безвинно убиенных во Отечестве нашем. (фото фонтана ещё не открытого, в стадии завершения)                                                                          |
|      | На пересечении улиц Грицевца — бульвар Тракторостроителей. |
|      | На пересечении Первомайской улицы и улицы Пулихова. Открыт в 2020 г. |
|      | Светомузыкальный фонтан на реке Свислочь возле парка им. Я. Купалы. 90×16 метров, 199 струй, достигающих 30 метров и формирующих разные фигуры и эффекты, возможность создавать водный экран для трансляции мультимедийных шоу. Открыт ко Дню независимости 3.07.2020 г. |